# مدام دي ستايل
آن لويز جيرمين دي ستايل هولشتاين (بالإنجليزية: Anne Louise Germaine de Staël-Holstein) ولدت في 22 أبريل 1766 - وتُوفيت في 14 يوليو 1817، اشتهرت باسم مدام دي ستال. كانت سيدة أدبٍ ومنظرة سياسية من أصل جينيفاني. كانت صوت الاعتدال في الثورة الفرنسية والعصر النابليوني حتى استعادة فرنسا. كانت حاضرة في مجلس طبقات الأمة لسنة 1789 وفي إعلان حقوق الإنسان والمواطن لعام 1789. كان تشاركها الفكري مع بنجامين كونستانت بين عامي 1794 و1810 كفيلا بأن جعلهما من أكثر الأزواج المثقفين شهرة في عصرهم. وكانت قد اكتشفت قبل غيرها الطابع الاستبدادي لنابليون ومخططاته.
نفاها نابليون مرات من فرنسا لكنها كانت تعود إليها حتى نفاها نهائيا عام 1810 بعد ظهور كتابها: (في ألمانيا) وكانت حين تنفى تنقل معها ناديها في قصرها المسمى كوبيه. كان لوالدتها نادٍ (صالون) في باريس تعرفت فيه إلى بعض أعلام الفكر في القرن الثامن عشر مثل ديدرو وبوفون.
في المنفى، أصبحت دي ستايل من رواد مجموعة كوبيه نظرًا لامتلاكها شبكة لا مثيل لها من المعارف في جميع أنحاء أوروبا. في عام 1814، أشار أحد معاصريها أن «هناك ثلاث قوى عظمى تناضل ضد نابليون من أجل أوروبا: إنجلترا وروسيا ومدام دي ستايل.» عُرفت بأنها متحدثة ذكية ومدهشة، وغالبًا ما كانت ترتدي ثيابًا جريئة، وشجعت الحياة السياسية والفكرية في عصرها. كانت أعمالها علامة بارزة في الفكر الأوروبي، سواء الروايات أو أدب الأسفار أو المجادلات، والتي أكدت على التفرد والعاطفة. نشرت دي ستايل مفهوم الرومانسية على نطاق واسع من خلال تكرار استخدامه.

## مرحلة الطفولة
كانت دي ستايل الطفل الوحيد لسوزان كورشود، التي أقامت أحد أشهر صالونات باريس وأكثرها شعبية، رو دي لاشوس دي أنتان، والمصرفي البارز ورجل الدولة جاك نيكر، الذي تولى منصب المدير العام للشؤون المالية في عهد الملك لويس السادس عشر ملك فرنسا. أرادت السيدة نيكر أن تتعلم ابنتها وفقًا لمبادئ جان جاك روسو وأن تمنحها التعليم الفكري والانضباط الكالفيني الذي منحه والدها القس لها. في أيام الجمعة، اعتادت سوزان جلب دي ستايل وهي طفلة صغيرة لتجلس بالقرب منها في صالونها، حيث سعد الضيوف بتحفيز الطفلة العبقرية. عندما كانت في سن الثالثة عشرة، قرأت دي ستايل للعديد من المؤلفين، كمونتيسكيو وشكسبير وروسو ودانتي. يُرجّح أن هذا الانفتاح الثقافي ساهم في إصابتها بانهيار عصبي في سن المراهقة، إلا أنها اكتسبت موهبة أدبية في عمر صغير.
ما زال والدها يُذكَر حتى يومنا هذا لأنه اتخذ خطوة لم يسبق لها مثيل في عام 1781 بإعلان ميزانية البلاد، وهو أمر لم يسبق حدوثه في نظام ملكي مطلق بقيت فيه الحالة المالية الوطنية سرية على الدوام، ما أدى إلى طرده من عمله في مايو من ذلك العام. في نهاية المطاف، استقرت الأسرة في قصر كوبيه في عام 1784، وهو عقار اشتراه والد دي ستايل في منطقة بحيرة جنيف. عادت الأسرة إلى باريس في عام 1785، وواصلت السيدة نيكر كتابة أعمال متنوعة، بما في ذلك الدراما الرومانسية الثلاثية صوفي (1786) والرواية التراجيدية جين غراي (1787).

## الزواج
في سن الحادية عشرة، اقترحت دي ستايل على والدتها الزواج من إدوارد جيبون، زائر صالونها، والذي كانت تراه جذابًا. بررت ذلك لاحقًا بأنه دائمًا ما يتواجد بالقرب منها. في عام 1783، في سن السابعة عشرة، تودد ويليام بيت الأصغر لها وكذلك جاك أنتوني هيبوليت، الذي اعتبرت محادثته الأوسع نطاقًا والأكثر حيوية ومغزى من بين جميع المحادثات التي أجرتها. نفد صبر والديها عندما رفضت عروضهم للزواج، ورتبا زواجها من البارون إريك ماغنوس ستايل فون هولشتاين، وهو بروتستانتي والسفير السويدي في فرنسا. عُقِد الزواج في 14 يناير 1786 في السفارة السويدية في شارع رو دو باك، وكانت دي ستايل تبلغ من العمر 20 عامًا وزوجها 37 عامًا. على الرغم من عدم وجود مودة بين الطرفين، يبدو أن الزواج كان عمليًا لكليهما. عاد الزواج على البارون، وهو مقامر أيضًا، بفوائد كبيرة، إذ حصل على 80 ألف جنيه فرنسي وجرى تثبيته سفيرًا دائمًا في باريس، على الرغم من أن زوجته كانت من شبه المؤكد المفوض الأكثر فعالية.

## الأنشطة الثورية
في عام 1788، نشرت دي ستايل رسائل عن أعمال جان جاك روسو وشخصيته. أظهرت موهبة واضحة في هذا المديح، الذي كتبته في البداية لعدد محدود من الأصدقاء (اعتبرت مدبرة منزله تيريس ليفاسور غير مخلصة)، ولكنه احتوى على القليل من الوعي النقدي. كانت دي ستايل آنذاك متحمسة بشأن مزيج يجمع بين أفكار روسو عن الحب ومونتسكيو عن السياسة.
في ديسمبر 1788، أقنع والد دي ستايل الملك بمضاعفة عدد برلمانيي الطبقة الثالثة من أجل الحصول على الدعم الكافي لزيادة الضرائب من أجل تحمل التكاليف المفرطة الناجمة عن دعم الثوريين في أمريكا. كان لهذا النهج انعكاسات خطيرة على سمعة نيكر، إذ بدا وكأنه يعتبر البرلمان مرفقًا مصممًا لمساعدة الإدارة بدلًا من إصلاح الحكومة. في جدال مع الملك، الذي لم يحضر خطابه في 23 يونيو، طُرِد نيكر ونُفي في 11 يوليو. في يوم الأحد، الثاني عشر من يوليو، ذاع خبر طرد نيكر واقترح كامي ديمولان غاضبًا اقتحام سجن الباستيل. في 16 يوليو، أُعيد تعيين نيكر الذي دخل قصر فرساي منتصرًا. لم تكلل جهوده لتطهير الأموال العامة بالنجاح وباءت فكرته عن البنك الوطني بالفشل. تعرض نيكر لهجوم من جان بول مارا والكونت ميرابو في الجمعية التأسيسية الوطنية، عندما رفض استخدام الأسيغنات كعملة قانونية. استقال في 4 سبتمبر 1790. غادر والدا دي ستايل فرنسا إلى سويسرا برفقة زوجها، وأُودعت نصف ثروته استثمارًا في الخزينة العامة عام 1778.
عادت الاضطرابات المتزايدة الناجمة عن الثورة على دي ستايل بالعديد من الامتيازات باعتبارها قرينة سفير دولة حامية مهمة. أقامت دي ستايل صالونًا في السفارة السويدية، حيث قدمت «عشاء تحالف»، وكان يتردد عليه العديد من المعتدلين كتاليران ودي ناربون، والملكيين كأنتوني بارناف وشارل لامث وشقيقيه ألكسندر وثيودور والكونت دي كليرمونت وبيير فيكتور والبارون مالويت والشاعر آبي ديلي وتوماس جيفرسون والوزير المفوض لدى فرنسا وغوفرنير موريس واليعقوبي بول باراسو والمركيز دو كوندورسيه الجيرونديون. كانت مسألة القيادة، أو بالأحرى عدم وجودها، قضية محورية بالنسبة لدي ستايل في هذه المرحلة من أفكارها السياسية. شهدت دي ستايل وفاة ميرابو، المُتهم بدعم الملكية، وكان ذلك دليل على وجود الكثير من الفوضى السياسية وعدم الاستقرار. إذ كان الرجل الوحيد الذي يتمتع بالشخصية والطاقة والمكانة اللازمة لإبقاء الحركة الثورية على طريق الإصلاح الدستوري.
بعد الانتخابات التشريعية الفرنسية لعام 1791، وبعد إعلان الدستور الفرنسي لعام 1791 في الجمعية الوطنية، استقالت دي ستايل من العمل السياسي وقررت عدم الترشح لإعادة انتخابها. ذكرت أنها ستولي اهتمامها للفنون الجميلة والرسائل. استقالت، غير أنها لعبت دورًا هامًا في خلافة الكونت دي مونتمورين، وزير الخارجية، وفي تعيين ناربون وزيرًا للحرب وواصلت العمل السياسي من خلف الستار. كتبت ماري أنطوانيت إلى هانز أكسل فيرسين «أصبح الكونت لويس دي ناربون وزير الحرب منذ الأمس، يا له من مجد لمدام دي ستايل وما يبعث على الفرحة أن يكون لها الجيش بأكمله.» في عام 1792، شهدت الجمعية التشريعية الفرنسية تجديدًا غير مسبوق للوزراء، مع ستة وزراء للداخلية وسبعة وزراء للخارجية وتسعة وزراء للحرب. في 10 أغسطس 1792، أُلقي كليرمونت تونيري من نافذة قصر اللوفر ودُهِس حتى الموت. عرضت دي ستايل على البارون مالويت خطة هروب للعائلة المالكة. نظرًا لعدم وجود حكومة، منح المجلس التنفيذي المؤقت أعضاء الكميونة المتمردة صلاحيات واسعة النطاق لتولي مهام الشرطة «لاحتجاز المشتبه بهم واستجوابهم وحبسهم ضمن إجراءات غير قانونية». ساعدت دي ستايل الكونت ناربون على الاختباء تحت المذبح في كنيسة السفارة السويدية، وألقت محاضرة على ثوار سانس كولوتيس في قسم من القاعة.
في يوم الأحد، الثاني من سبتمبر، وهو اليوم الذي بدأت فيه انتخابات المؤتمر الوطني ومذابح سبتمبر، هربت دي ستايل متنكرة بزي أحد السفراء. جرى إيقاف عربتها وأرغمها الحشد على الدخول إلى قصر بلدية باريس التي ترأسها ماكسميليان روبسبيار. في نفس المساء، نُقلت إلى منزلها مصحوبة بحراسة المدعي العام لويس بيير مانويل. في اليوم التالي، وصل مفوض كميونة باريس، جان لامبرت، وبحوزته جواز سفر جديد ورافقها إلى طرف الحاجز.

## روابط خارجية
- Stael and the French Revolution Introduction by Aurelian Craiutu
- BBC4 In Our Time on Germaine de Staël
- (بالفرنسية) Stael.org, with detailed chronology
- (بالفرنسية) BNF.fr (Searching "stael").
- مؤلفات مدام دي ستايل في مشروع غوتنبرغ
- أعمال أو نبذة عن مدام دي ستايل على أرشيف الإنترنت
- "Staël, Germaine de" in The Columbia Encyclopedia, Sixth Edition: 2001–05.
- The Great de Staël by Richard Holmes from The New York Review of Books
- http://www.dieterwunderlich.de/madame_Germaine_de_Stael.htm